# Thomas Girst
Thomas Girst (nascido a 4 de julho de 1971, em Trier) é um autor e gestor cultural alemão.

## Vida
Girst licenciou-se na Liverpool High School (Estado de Nova Iorque) e na Rotenbuehl High School em Saarbruecken, Alemanha. Estudou História da Arte, Estudos Americanos e Literatura Alemã na Universidade de Hamburgo e na Universidade de Nova Iorque. O tema da sua tese de doutoramento foi “Arte, Literatura e o Internamento Nipo-Americano” durante a Segunda Guerra Mundial. Depois de ter trabalhado numa galeria a partir de 1998, em 2000 tornou-se gestor de investigação do Art Science Research Laboratory, sob a direção de Stephen Jay Gould, na Universidade de Harvard. Durante esse período, foi também correspondente cultural do diário alemão “Die Tageszeitung”.
Desde 2003, é o Diretor Global de Envolvimento Cultural do BMW Group, em Munique, supervisionando centenas de parcerias de longo prazo em todo o mundo, desde óperas a orquestras, museus e feiras de arte, bem como iniciativas nos domínios da arte moderna e contemporânea, cinema, design, arquitetura, música clássica e jazz. Trabalhou e colaborou extensivamente com artistas ao longo de muitos anos, entre os quais Esther Mahlangu, Jeff Koons, Ólafur Elíasson, Julie Mehretu, Cao Fei, John Baldessari e Juan Manuel Echavarría.
Em 2016, foi distinguido com o prémio “Gestor Cultural Europeu do Ano”.
Girst foi o editor fundador e editor (juntamente com o poeta Jan Wagner) de “Die Aussenseite des Elementes” (1992-2003), uma antologia internacional de prosa, poesia, ilustração e arte. Como curador, organizou numerosas exposições, incluindo “Alive and Kicking: the Collages of Charles Henri Ford” na Scene Gallery em Nova Iorque e “Marcel Duchamp in Munich 1912” na Lenbachhaus em Munique. Girst lecciona na Universidade Ludwig Maximilian de Munique, na Academia de Belas Artes de Munique, bem como na Academia de Ciências Aplicadas de Zurique e na IE Business School de Madrid. Entre 2005 e 2009, foi membro do Conselho de Patrocínio das Artes na Associação de Artes e Cultura da Economia Alemã da Federação das Indústrias Alemãs e, desde 2010, faz parte do seu painel para a literatura. É membro do Conselho de Administração da Spielmotor e.V., bem como da Associação do Museu de Arquitetura de Munique (desde 2023). Desde 2012, Girst é representante cultural da Fábrica de Porcelana de Nymphenburg. Entre 2015 e 2022, foi membro do Conselho da Universidade de Música e Artes Performativas de Munique - Girst é membro do Círculo de Patronos dos Amigos da Haus der Kunst, Munique. Em 2016, foi nomeado para o conselho consultivo da Sky Arts. Em 2017, integrou o Conselho Consultivo da Bienal Indiana de Efeitos e Ecossistemas e, em 2018, o painel consultivo do Museu de Arte e Fotografia de Bangalore (até 2025). Em 2019, Girst foi nomeado embaixador do Sarre pelo ministro-chefe do Estado.
Desde 2023, é membro do Conselho de Administração do Centro de Cultura e Artes da Universidade Técnica de Munique e, desde 2025, faz parte do conselho consultivo do Bergson Kunstkraftwerk .

## Ensino
Girst é professor honorário na Academia de Belas Artes de Munique e professor adjunto na IE Business School Madrid, com especialização em Gestão Cultural e Património para o Ministério da Cultura da Arábia Saudita. Lecciona na Faculdade de História e Artes da Universidade Ludwig Maximilian de Munique. Para além de palestras internacionais e conferências convidadas, é membro do corpo docente da Universidade de Ciências Aplicadas de Zurique (ZHAW) e, até 2020, do IED Instituto Europeo di Design em Veneza.

## Publicações (seleção)
Para além do seu trabalho como correspondente cultural para o Die Tageszeitung entre 2000 e 2003, Girst tem publicado amplamente em linha e em papel em jornais, revistas, catálogos e jornais académicos internacionais, incluindo Amerasia Journal, Tate Modern, The Nordic Journal of Aesthetics, Science Ltd, Staatsgalerie Stuttgart, Museo Jumex, Serpentine Galleries, Cooper Hewitt Smithsonian Museum of Design, Kunsthalle Schirn, ICA, ZKM Karlsruhe, The Andy Warhol Foundation, Museum for Applied Arts Cologne, Staatliches Museum Schwerin, Art in America, Frieze, Sotheby's, The Art Newspaper, Monopol, Frankfurter Allgemeine Zeitung, Art, Sueddeutsche Zeitung, NYArts, The Financial Times, Frankfurter Rundschau, SZ-Magazin, Welt, Wirtschaftswoche, Artnet, Weltkunst, Wallpaper, Forbes, Bloomberg, Vogue, The Brooklyn Rail).

### Autor
- Aftershock: The Readymade in Postwar and Contemporary American Art, Nova Iorque: Dickinson, 2003 (com Francis M. Naumann) ISBN 978-1885013354
- Martin Eder: Die kalte Kraft, Berlim: Hatje Cantz, 2004, ISBN 978-3-7757-1474-7 (alemão, inglês)
- The Indefinite Duchamp, Berlin: Hatje Cantz, 2013, ISBN 978-3-7757-3414-1 (alemão, inglês)
- The Duchamp Dictionary, Londres e Nova Iorque: Thames and Hudson, 2014, ISBN 9780500239179 (inglês, coreano, chinês)
- Art, Literature, and the Japanese American Internment, Frankfurt & New York: Peter Lang, 2015, ISBN 978-3631659373
- 100 Secrets of the Art World, London: Koenig, 2016 (com Magnus Resch), ISBN 978-3863359614
- Alle Zeit der Welt, München: Hanser, 2019, ISBN 978-3446261877  (alemão, italiano, coreano)
- Esther Mahlangu: To Paint is in my Heart, London and New York: Thames and Hudson, 2024, ISBN 978-0500028124  (com Azu Nwagbogu, Hans Ulrich Obrist)

### Editor
- Die Außenseite des Elementes Nr. 1-11, Berlim e Nova Iorque: Non Profit Art Movement (NPAM), 1992-2003
- Editor-chefe, Tout-Fait: The Marcel Duchamp Studies Online Journal Nr. 1-5, Nova Iorque: Art Science Research Laboratory, 1999-2003
- Marcel Duchamp in Munich 1912, Munique: Schirmer/Mosel, 2012 ISBN 9783829605915 (alemão, inglês) (com Helmut Friedl, Matthias Mühling, Felicia Rappe)
- BMW Art Cars, Berlim: Hatje Cantz, 2014 (edição revista de 2025) ISBN 978-3-7757-5996-0 (alemão, inglês, francês)